# Reign of Fire
Reign of Fire és una pel·lícula de l'any 2002 dels Estats Units d'acció, fantasia, ciència-ficció i thriller amb una història situada a un ambient post-apocalíptic. Hi ha un videojoc homònim basat en la pel·lícula per a Gamecube, XBOX i Playstation 2 que ha rebut a Metacritic una puntuació 56% basada en 16 crítiques. Segons Casimiro Torreiro, crític de cinema, la pel·lícula té un missatge polític: l'afirmació de la creença de la necessitat de l'enteniment Regne Unit i Estats Units d'Amèrica, amb la direcció militar realitzada pel país americà, per a combatre el que els autors de la pel·lícula consideren el mal. Cynthia Fuchs també interpreta que tracta sobre la globalització. La banda sonora fou publicada 23 de juliol de 2002 i està composta per Edward Shearmur i interpretada per l'Orquestra Metropolitana de Londres.

## Rebuda
Guanyà el 2002 el premi a Millors efectes especials al Festival de Cinema Fantàstic de Sitges.
Casimiro Torreiro a El País realitzà una crítica negativa. A Metacritic rebé una puntuació de 39% basada en 30 crítiques. A Rotten Tomatoes rebé una puntuació de 40% basada en 154 crítiques. A Empire rebé 3 estrelles sobre 5. A The Guardian rebé 2 estrelles sobre 5. Michael Hastings a AllMovie la criticà negativament destacant que és un poc millor que les pel·lícules per a veure a l'estiu. Alec Cawthorne a BBC afirmà que era entretinguda i destacà els efectes especials fets amb imatge generada per ordinador.
La banda sonora rebé una puntuació de 5 estrelles sobre 5 a Soundtrack.net.